# Heinz Salfner
Heinz Salfner, född 31 december 1877 i München, Kejsardömet Tyskland, död 13 oktober 1945 i Berlin, var en tysk skådespelare. Saflner medverkade i tysk film under åren 1914-1945 (några filmer hade premiär efter hans död) och var främst en komediaktör.

## Filmografi, urval
- 1931 – Två blå ögon och en tango
- 1932 – Kärlekspensionatet
- 1932 – Skottet i daggryningen
- 1935 – Skänk mig ditt hjärta
- 1935 – Storstädning
- 1936 – Allotria
- 1936 – Donogoo Tonka
- 1936 – Kring drottningen
- 1938 – 5 miljoner söka en arvinge
- 1939 – Ett hopplöst fall
- 1940 – En lektion i kärlek
- 1946 – Läderlappen